# Adeloneivaia sabulosa
Adeloneivaia sabulosa är en fjärilsart som beskrevs av Rothschild 1907. Adeloneivaia sabulosa ingår i släktet Adeloneivaia och familjen påfågelsspinnare. Inga underarter finns listade i Catalogue of Life.